# Phoracantha frenchi
Phoracantha frenchi es una especie de escarabajo del género Phoracantha, familia Cerambycidae. Fue descrita científicamente por Blackburn en 1892.
Esta especie se encuentra en Australia.
Mide 2 centímetros de longitud.